# Grudusk (plaats)
Grudusk is een dorp in de Poolse woiwodschap Mazovië. De plaats maakt deel uit van de gemeente Grudusk en telt 1500 inwoners.